# توم ستوري
توم ستوري (بالإنجليزية: Tom Storey)‏ (23 نوفمبر 1914 في المملكة المتحدة - ) هو لاعب كرة قدم بريطاني في مركز جناح ‏. لعب مع نادي بيرنلي وDarwen F.C. (1870) ‏ ونادي نيلسون وأكرينجتون ستانلي ‏.